# Nīcgales store sten
Nīcgales store sten eller Nīcgales hvide sten (lettisk: Nīcgales Lielais akmens eller Nīcgales Baltais akmens) er Letlands største vandreblok beliggende i Nīcgales skov i Nīcgales pagasts i Daugavpils novads i landskabet Latgale i det syd-østlige Letland.
Vandreblokken er af granit og måler 31,10 meter i omkreds, 10,40 meter i bredden, 10,50 meter i bredden og 3,50 meter i højden. Vandreblokkens fylde ligger på omtrent 170 kubikmeter. Gennem tiden er stenen blevet afrundet og har fået sprækker, på toppen findes et stort hul og i siden er der udmejslet tre trappetrin.
Nīcgales store sten har været under beskyttelse som naturmindesmærke siden 1977.